# Mort de dama
Mort de Dama es la primera novela del escritor español Lorenzo Villalonga, publicada por primera vez en 1931 en catalán. Considerada como una de las primeras novelas modernas en lengua catalana en las Islas Baleares, se trata de una novela psicológica y satírica, donde el autor lleva a cabo una crítica a todos los sectores de la sociedad mallorquina, excepto a la Iglesia. Esta crítica causó gran controversia entre los lectores del momento, que hicieron una valoración negativa.

## Recepción de la novela
La publicación de la novela de Villalonga no pasó desapercibida para gran parte de la sociedad mallorquina. La obra recibió críticas duras debido a su tono sarcástico. Desde la izquierda a la derecha, conservadores y progresistas, catalanistas y anticatalanistas, todos criticaron dura y cruelmente la obra de Villalonga. Sólo la nobleza, aunque también fue criticada en la novela, quedó impasible, quizás porque no la leyó.
Un ejemplo de esta crítica a la obra fue la realizada por miembros de la Escuela mallorquina. Aunque estos autores anhelaban una obra en catalán para promoverla, no pudieron aceptar Mort de Dama como tal, y procedieron a rechazarla de manera virulenta.
Entre las diversas críticas que recibió Villalonga, destaca la de Miquel Ferrà en un artículo del diario El Día,  en que se habla muy negativamente de los personajes y de los diálogos, y también de la ironía empleada, el lenguaje elegido y el realismo viperino de la obra.
No obstante, intelectuales como Gabriel Alomar, Joaquín Verdaguer y Mario Verdaguer tuvieron una impresión positiva de la obra. En Cataluña, la obra pasó casi desapercibida.

## Idioma
En un primer momento, uno de las grandes dudas que surgen con la lectura de la obra es por qué había utilizado el autor el catalán. Aunque Villalonga se burlaba de quienes lo utilizaban y tenía poca fe en las posibilidades de esta lengua, con el catalán quería dar más plasticidad a la obra, es decir, para enfrentarse con más facilidad a la sociedad mallorquina.

## Personajes
Los personajes reciben un tratamiento caricaturesco, convirtiéndolos en verdaderas figuras esperpénticas.
El ejemplo más característico es el de doña Obdulia que se nos presenta a través de una magnífica parodia de la aristocracia mallorquina que viene a simbolizar. El novelista no puede disimular un movimiento de admiración hacia la fuerte personalidad de la dama que la sitúa por encima de la estultícia de un marqués de Collera, de la mezquindad de una Remei Huguet, o de una señora Gradolí, o incluso de una elegantísima María Antonia de Bearn.
Parece que este personaje fue inspirado por Rosa Ribera Carbonell, una tía de Villalonga que frecuentaba el domicilio parental, y cuyas rarezas irritaban a la familia.

## Ediciones
Apareció una primera edición en 1931, con un prólogo de Gabriel Alomar y firmada por "Dhey", el pseudónimo que solía utilizar el autor en la prensa mallorquina.
Esta edición fue seguida rápidamente por la segunda. Importantes y numerosos son los capítulos que se  han ido añadiendo, como lo son las modificaciones de los contenidos. A la traducción castellana, del autor, publicada a la revista mensual Brisas, que Villalonga dirigía y en buena parte redactaba, del nº XVIII (octubre 1935) al XXV (mayo 1936), se  añadió el capítulo XX actual, «Desvarieigs de Dona Obdúlia»; la 3a edición catalana (1954)  incorporó el III, «Trenta anys enrere»; la 2a castellana, de J. Vidal Alcover, publicada en la revista Papeles de Son Armadans, tomo IV, núms. 10 al 12 (enero-marzo) y tomo V, nº 13 abril), del año 1957, los capítulos II, «Els primers moments»; X, «Aquell vint de gener»; XIX, «Així s'escriu la història», y XXIII, «Al carrer del Carme»; la 4a catalana (1965) y la edición de obras completas del 1963  añadieron el XVIII, « N'Aina Cohen va a veure Dona Obdúlia». En total, de la primera edición a las últimas, la obra aumenta en siete capítulos.

## Estructura
La novela consta de una introducción y 25 capítulos: 18 de los cuales son originales y 7 añadidos, como se ha dicho, durante las ediciones siguientes; a lo largo de los cuales puede presentar algunas analepsis que confrontan dos etapas de la vida de doña Obdulia.
- Introducción: Se  hace una leve descripción del barrio, y, a continuación, se explica qué pasa con un incipiente turismo de costumbres ramplonas. Se  menciona a Gabriel Alomar, un "publicista de ideas avanzadas", quien al final también está una disonancia. Hacia el final del capítulo se introducen algunos personajes y se vuelve a insistir en el efecto que las costumbres extranjeras ―demasiado avanzadas para la Mallorca retratada ― hacen en el barrio.

- I: Un retrato con cuatro datos genealógicos :Se hace un repaso a los antepasados de Obdúlia, así como a la genealogía de su personalidad. Menciona qué representa para el alma de aquella sociedad que desaparece.

- II: Los primeros momentos (añadido el 1957): Dona Obdúlia ya reposa en la cama, y Remei, la principal asistenta de mujer Obdúlia, activa todo el protocolo que se llevaba a cabo cuando una persona de su importancia moría. En este capítulo también se presentan personajes destacables. La baronesa de Bearne (sobrina política de Obdúlia), la señora Ramona Corto, Xim (o el chico que fumaba abdullahs, personificación del mismo autor y sobrino de la baronesa), mujer Maria Gradolí y sus dos hijas y el director del Adalid. También se denomina el antiguo marido de mujer Obdúlia, don Ramon de Bearne; y a una muchacha, “sano de Barcelona” (na Violeta de Palma), de la cual no hablan nada bien. Al final del capítulo se habla también de Aina Cohen, la poetessa xueta.

- III: Treinta años atrás (añadido el 1954): En este capítulo, hay la primera analepsis o escena retrospectiva, donde se cuenta como mujer Obdúlia se prepara para ir a un baile de "su círculo". También se produce la escena famosa de un malentendido que tuvo con el Archiduque Lluís Salvador, a causa de que este, todo y su poliglòssia, no acaba de dominar los matices de la lengua de mujer Obdúlia.

- IV: En que se habla del "cometa" y se hace la historia del traje lilà: Se  habla un poco de las pertenencias de Obdúlia (sobre todo las referentes a la moda) y cómo, de joven, marcaba tendencia.

- V: Preparativos para un viaje: Se describen las visitas de los médicos y del sacerdote a mujer Obdúlia, y como ella se niega a tomar ningún medicamento e incluso rasga las recetas médicas. Bien que ya se ha dicho antes, esta vez es Obdúlia misma quién expresa el deseo de dejar toda su herencia a Remei Huguet.

- VI: Sigue murmurando en la antecámara : En este capítulo nos es presentado el marqués de Collera, un político (ninguno del partido conservador), arqueólogo, y presidente de casi todas las asociaciones culturales y benéficas de Mallorca. También se habla con más profundidad de Aina Cohen, y de cómo intentaba ser aceptada entre esta alta sociedad.

- VII: La indignación y el horror de la señora Gradolí: A primeros del capítulo, mujer Gradolí expresa su indignación a Maria Antònia debido al testamento favorable a na Remei que se rumoreja que ha hecho Obdúlia. Después, mujer Obdúlia habla muy positivamente de ella misma de joven, y dice cómo ha cambiado la sociedad.

- VIII: La mesocracia de doña Obdulia y las notas de Miss Carlota Nell: A primeros del capítulo se explica cómo ha reaccionado el barrio hacia la noticia del empeoramiento de mujer Obdúlia. Al final, Miss Nell, escritora, visita a Obdúlia para documentar un libro que escribe. En unas líneas ("Oh, old Spain, Passion and mystythism") que expresan unos pensamientos de Miss Nell, se muestra la diferencia de culturas.

- IX: Las tristezas de Aina Cohen: Se habla todavía más en detalle de la complicada situación en que se encuentra Aina Cohen, que no quiere seguir explotando en los poemas las temáticas recurrentes de siempre; pero que tampoco puede innovar mucho para no descontentar ningún "bando". Una sola frase negativa de estos poderosos personajes, y la carrera de Cohen podría acabar.

- X: Aquel veinte de enero (añadido el 1957): Este capítulo es otra analepsi. A principio de capítulo, en una reunión y después de un discurso demagogo de Collera, Aina Cohen presenta su poema ante todo el mundo. Después se produce una discusión de protocolo para saber qué autoridad tiene que presidir la cena, si un Valois o un Habsburgo.

- XI: La baronesa se confiesa: Aquí presenciam la que podemos decir que es la única vez que Maria Antònia se comporta de manera poco moral. Intenta sobornar el confesor de mujer Obdúlia, don Valentí, porque primero  espie el testamento y después, si era el caso, aconseje a la enferma un cambio a favor de los Bearne. Esta actitud desentona con la imagen que se nos presenta de este personaje a lo largo de la novela.

- XII: Depravación de la colonia extranjera: El marqués de Collera acaba de morir, por más inri, en un prostíbulo. Es culpa a la colonia extranjera, y otras "depravaciones" que llevan a cabo, que son comentadas y criticadas. También se menciona la inestable situación económica de la baronesa.

- XIII: Babia: Se sigue hablando del turismo, esta golpe de cómo se va aceptando, a pesar de todo. Se  habla de su evolución, de cómo ya no se interesa por las peculiaridades de la cultura mallorquina.

- XIV: Equilibrios de Aina Cohen: Se  explica como de complicado ha estado para Cohen escribir el poema a la muerte de Collera. También, como la poetessa empezó este "oficio" y se introdujo en estos círculos, así como su evolución a lo largo de los años.

- XV: En el Ateneo: Explica el dilema, similar al de Aina Cohen, que ha tenido el Ateneo para escribir respecto de la muerte de Collera, y  recuerda otro discurso intentando unir dos ideologías. También se  habla del Ateneo en concreto.

- XVI: Una biografía vista por dos lados: La prensa va distorsionando las circunstancias en que murió Collera. Después de hacer una breve explicación de su carrera política, Obdúlia expresa su opinión: era un hipócrita y un sinvergüenza.

- XVII: Entierros: Obdúlia tiene envidia del entierro de Collera, y sufre por si el suyo no será tan bueno. Además, se empieza a cansar de Remei y de Maria Antònia, y se vuelve a denominar su sobrina de Barcelona ( llega a expresar cierta envidia). Además, se nos cuenta como Obdúlia se enamoró de un criado, y como después de esta experiencia fallada se volvió dura como una piedra.

- XVIII: Aina Cohen va a ver a doña Obdulia (añadido el 1963): Se vuelve a mencionar la situación de Maria Antònia, y Aina Cohen visita mujer Obdúlia, quién le hace recitar unos versos.

- XIX: Así se escribe la historia (añadido el 1957): Se describe una reunión que tienen el presidente del "Círculo", dos señores de Bien Hemos Comido y el director del Adalid. Hablan, entre otras cosas, del libro que ha escrito Miss Nell sobre los mallorquines.

- XX: Desvaríos de doña Obdulia (añadido el 1936): Aquí mujer Obdúlia sufre unas al·lucionacions, producto de la morfina. Se empieza a sentir identificada con Violeta, y tiene la impresión que es mejor del que realmente es.

- XXI: Mi sobrina María Antonia: Mujer Obdúlia ha cambiado el testamento. Aun así, se enorgullece de ser la tía de Maria Antònia. A continuación, se hace una descripción de la personalidad de Maria Antònia.

- XXII: ... Y la sobrina Violeta de Palma: La impresión que tiene Obdulia de Violeta va mejorando, el hecho que Violeta se preocupe de ella, en mejora más la impresión. Obdúlia la excusa, diciendo que a todas las familias hay alguien así (desviado del camino ortodoxo), pero que no por eso es mala persona. El capítulo invita a un vistazo a la vida de Violeta e incluye una analepsi en qué Obdúlia la critica para dedicarse al que se dedica.

- XXIII: En la calle del Carmen (añadido el 1957)

- XXIV: Ferias y fiestas: Se habla un poco de Aina Cohen, y de como las fiestas intenta hacer un cambio.

- XXV: Gana el demonio: A pesar de que las fiestas animan mujer Obdúlia, esta acaba muriendo, además en una fecha especial, la de la conmemoración de su pariente beato. Finalmente, deja su herencia a Violeta. Remei y Maria Antònia se lamentan, y reconocen su error con la frase final: "Nos ha perdido esser demasiado decentes".

## Adaptaciones
Mort de Dama ha sido adaptada al teatro en varias ocasiones:
- La primera, en 1970, por Biel Moll.
- La segunda, en 1981, por Guillem Frontera.
- La tercera, en 2009, por Rafael Durán.